# Cyclophora pupillarium
Cyclophora pupillarium är en fjärilsart som beskrevs av Carl Reutti 1898. Cyclophora pupillarium ingår i släktet Cyclophora och familjen mätare. Inga underarter finns listade i Catalogue of Life.